# Ryu Hwa-young
Ryu Hwa-young (hangul: 류화영; hanja: 柳和榮; rr: Ryu Hwa-yeong; MR: Ryu Hwa-yŏng; Gwangju; 22 de abril de 1993), mais frequentemente creditada na carreira musical apenas como Hwayoung (hangul: 화영) é uma atriz e cantora sul-coreana. Realizou sua estreia no cenário musical em julho de 2010 como membro do grupo feminino T-ara. Iniciou sua carreira de atriz através de uma participação na série de televisão Mother's Choice.

## Biografia
Hwayoung nasceu em 22 de abril de 1993 em Gwangju, Coreia do Sul. Ela é irmã gêmea de Hyoyoung, ex-integrante do grupo Coed School e da subunidade F-ve Dolls. Em 2010, a irmã de Hwayoung, Hyoyoung, ficou em primeiro lugar no festival de beleza Miss Chunhyang.
Em maio de 2010, Hwayoung e Hyoyoung fizeram uma breve aparição no programa de variedades da SBS, Star King. Elas foram subsequentemente recrutadas pela Core Contents Media (atual MBK Entertainment).

## Carreira

### 2010–2012: T-ara e atividades individuais
A Core Contents Media inicialmente havia planejado estrear Hyoyoung como a sétima integrante do T-ara, mas porém a gravadora mudou de ideia, e colocou Hwayoung como a nova integrante do T-ara. Em julho de 2010, foi anunciado que Hwayoung seria introduzida como integrante do T-ara, enquanto Hyoyoung faria sua estreia com o Coed School. Hwayoung iniciou suas promoções com o T-ara em novembro de 2010, aparecendo no reality show Hello Baby e promovendo o primeiro extended play Temptastic. A primeira apresentação de Hwayoung com o T-ara em 3 de dezembro, através do programa musical Music Bank. Durante seu tempo no grupo, ela participou de uma colaboração entre T-ara e Davichi intitulada We Were In Love, em dezembro de 2011. Ela também participou da composição de Love Is All The Same da Yangpa.

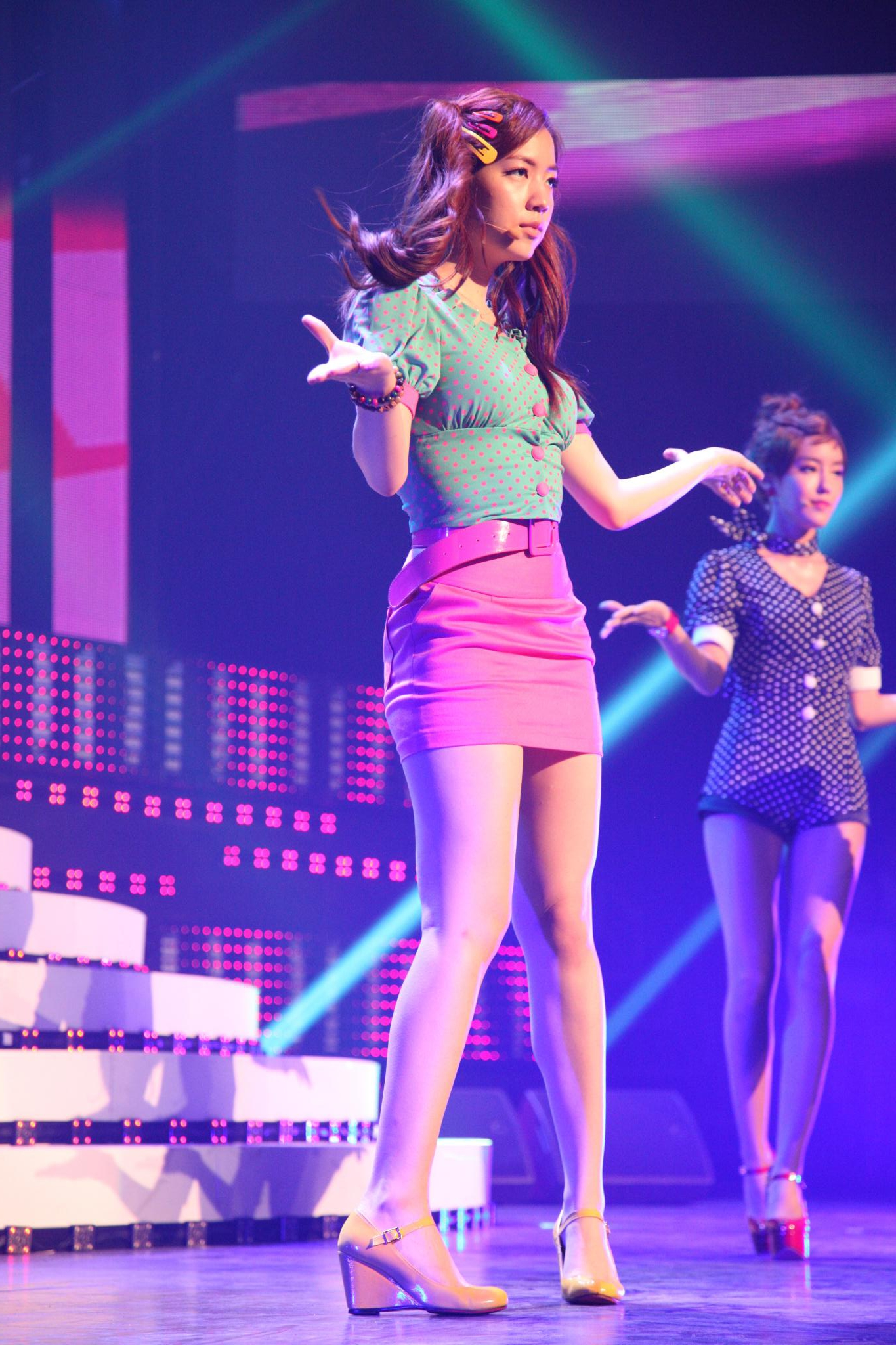
Ryu Hwayoung se apresentando no Cyworld Dream Music Festival, em 22 de julho de 2011

Em julho de 2012, algumas integrantes do T-ara postaram diversos tweets que falavam indiretamente sobre Hwayoung não estar se dedicando ao grupo. Junto com os tweets, foi feito anúncio de que Hwayoung não era mais integrante do T-ara. Após sua saída do grupo, surgiram diversos rumores de que Hwayoung teria sofrido bullying das outras integrantes do grupo. A controvérsia ganhou muita atenção do público e da mídia. Após essa acusação, diversos eventos na agenda do grupo foram encerradas, bem como a suspensão das atividades individuais das integrantes, resultando na queda de popularidade do grupo.
Após diversos rumores de uma possível volta ao T-ara, Hwayoung anunciou que estaria retornando ao cenário musical com uma nova imagem. Em 10 de setembro, ela participou de um evento de hip hop chamado Open Freestyle Day 2012.

### 2014–presente: Carreira-solo
Em 15 de dezembro de 2012, foi anunciado que Hwayoung assinou um contrato exclusivo com a Wellmade Yedang e estaria se preparando para sua estreia como atriz. Em 31 de dezembro, Hwayoung apareceu no 2014 Countdown Party Miller como DJ, ao lado de DJ Koo , Park Myung-soo e TATA, tornando-se o DJ feminino mais nova a participar do evento.

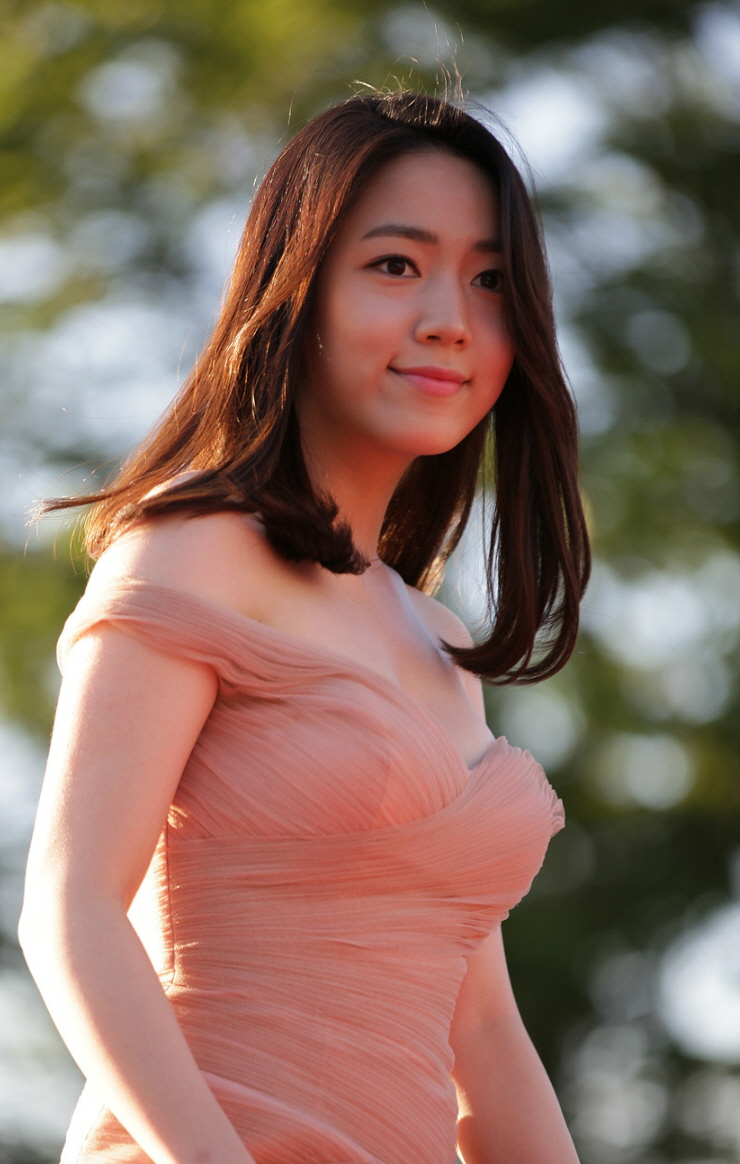
Ryu Hwayoung durante o Bucheon International Fantastic Film Festival, em 16 de julho de 2015

Hwayoung estreou como atriz no drama de dois episódios, Mother's Choice. Sua atuação foi um sucesso e lhe rendeu elogios por seus papel em Ex-Girlfriend Clube e Age of Youth. Em 2017, ela foi lançada em seu primeiro papel principal no drama do criminal da KBS, Mad Dog.

## Discografia

### Colaborações
| Ano  | Título                                   | Outro(s) Artista(s) | Álbum                          |
| ---- | ---------------------------------------- | ------------------- | ------------------------------ |
| 2008 | "Tell me why"                            | Untouchable         | Untouchable: First Mini Album  |
| 2008 | "Driving me crazy"                       | Untouchable         | Untouchable: First Mini Album  |
| 2008 | "우리 그때처럼" (Like We Were Back Then) | Untouchable         | Untouchable: First Mini Album  |
| 2008 | "Back Again"                             | Untouchable         | Untouchable: First Mini Album  |
| 2009 | "Monday Sickness"                        | Untouchable         | Untouchable: First Mini Album  |
| 2009 | "메리크리스마스 Merry Christmas"         | Untouchable         | Merry Christmas (single)       |
| 2010 | "너는 왜 나는 왜" (Why You, Why Me)      | Untouchable         | Untouchable: Second Mini Album |

## Filmografia

### Televisão
| Ano  | Título                      | Emissora  | Papel     | Notas                                                 |
| ---- | --------------------------- | --------- | --------- | ----------------------------------------------------- |
| 2010 | Star King                   | SBS       | ela mesma | Concorrente ao lado de Hyoyoung. (29 de maio de 2010) |
| 2010 | T-ara's Hello Baby Season 3 | KBS World | ela mesma | Primeiro reality show; todos os episódios.            |
| 2011 | T-ara's Flower Boys         | SBS funE  | ela mesma | Todos os episódios.                                   |
| 2012 | T-ara Star Life Theater     | KBS World | ela mesma | Última aparição com with T-ara; todos os episódios.   |

### Dramas
| Ano  | Título                                         | Emissora | Papel                    | Notas                                                                                  |  |
| ---- | ---------------------------------------------- | -------- | ------------------------ | -------------------------------------------------------------------------------------- |  |
| 2014 | Mother’s Choice                                | SBS      | Seo Hyun-ah              | Minisérie da SBS em 2 dias de fim-de-semana                                            |  |
| 2015 | Ok's Family (também conhecido como Ok's House) | KBS      | Han Ok                   |                                                                                        |  |
| 2015 | Ex-Girlfriend Club                             | tvN      | Rara (Goo Geun-hyung)    | [ 24 ]                                                                                 |  |
| 2016 | Please Come Back, Mister                       | SBS      | Wang Joo-yeon            | papel de apoio baseado no romance japonês Tsubakiyama Kacho no Nanokakan de Jirō Asada |  |
| 2016 | Age Of Youth                                   | jTBC     | Kang Yi Na               | elenco principal                                                                       |  |
| 2016 | Descendents of the Sun                         | KBS      | Ex-namorada de Dae-young | Cameo                                                                                  |  |
| 2017 | My Father Is Strange                           | KBS      | Byun Ra-young            | papel de apoio                                                                         |  |
| 2017 | Age Of Youth 2                                 | jTBC     | Kang Yi-Na               | Cameo                                                                                  |  |
| 2017 | Mad Dog                                        | KBS2     | Jang Ha-Ri               | elenco principal                                                                       |  |

### Filmes
| Ano  | Título        | Papel   | Observações |
| ---- | ------------- | ------- | ----------- |
| 2015 | Love Forecast | Hee-jin | —           |

### Videoclipes
| Ano  | Videoclipe            | Artista | Notas           |
| ---- | --------------------- | ------- | --------------- |
| 2012 | "Lovey Dovey Plus"    | SPEED   | com Hyoyoung.   |
| 2014 | "Have You Ever Cried" | Zia     | Atriz principal |

### Prêmios
| 2017 KBS Drama Awads: Best New Actress Award (Mad Dog) (Father is Strange) |
| -------------------------------------------------------------------------- |